# ティファニー (アメリカの歌手)
ティファニー・レニー・ダーウィッシュ（英: Tiffany Renee Darwish、1971年10月2日 - ）は、アメリカの女性歌手である。1987年から1989年にかけて米国で6曲（トップ40内5曲）、英国で6曲がチャートイン。米国で4曲（1位2曲）、英国で3曲（1位1曲）がトップ10ヒットを記録している。

## 略歴
カリフォルニア州ノーウォークにて、レバノンとシリアにルーツがある父と、インディアン（ネイティブ・アメリカン）部族のチェロキー族が入ったアイルランド系の母との間に生まれる。幼少時からのど自慢荒らしとして有名で、素人ながら相当の稼ぎがあったという。1986年にMCAレコードと契約し、1987年に15歳でデビューした。
ファースト・アルバムの制作にかかるときに、カントリー・ミュージックではなくポップ・フィールドで勝負しようという方針が立てられた。アルバムを2枚出して売れなかったら、カントリーの分野に戻ろうという話であった。しかしながら、2曲目の「ふたりの世界（I Think We're Alone Now）」はいきなりビルボード1位の大ヒットを記録、続く「思い出に抱かれて（Could've Been）」も1位となり、一躍トップアイドルとしてスターダムにのし上がった。「アイ・ソー・ヒム・スタンディング・ゼア」は7位、「フィーリングス・オブ・フォーエヴァー」は50位だった。当時は同じく成功をおさめた10代の女性歌手としてデビー・ギブソンがティファニーより先にデビューしており、ライバル関係と目されるようになった。ファースト・アルバムの『TIFFANY』は日本でもオリコン洋楽アルバムチャートで1988年2月15日付から3週連続1位を獲得した。
1988年秋に来日し両国国技館でコンサートを開催した。第1次女性ティーンエイジ・アイドル・ブームの火付け役となったマルティカ、デビー・ギブソンと共に人気が高かった。

## エピソード
- デビュー前に母親はカントリーの歌を歌わせたかった。プロデューサーのジョージ・トビン（en:George Tobin）は母親にカントリー・ソングをレコーディングして第2のロレッタ・リンになると持ち上げて芸能界入りの許可をとった。
- ティファニーはショッピングモール・ツアーをニュージャージーからスタートさせた。16都市、1都市1か所にて25分ほどのショーで曲の合間にトーク、その後にサイン会でファン一人一人との会話をこなした。当時にしては画期的なツアーであった。MCAから最初のニュージャージー・ツアーの現地であるレコード店にLPを何枚置けばいいのか見当がつかず20枚ほど入れておこうかとの提案にジョージは60枚入れてくれと提案した。MCAのスタッフはまるっきり来ない寂しいプロモーションであったがライブの翌日の昼には完売した。MCAはジョージが買い占めたと思っていたという。
- 「ふたりの世界（I Think We're Alone Now）」
プロモーションビデオ（PV）制作時、映画やドラマを専門とした監督を起用。監督もティファニーもPV制作が初めてだったため、かなり困惑した慌ただしい撮影になったという。とりあえずショッピングモール・ツアーを中心に撮影することした。
- 「思い出に抱かれて（Could've Been）」
大人すぎる歌詞が当時16歳の年齢に合わないとして周囲が選曲から外そうとしたがティファニーの切なる希望によりレコーディングされた。しかしながらPVは歌詞と10代のルックスがミスマッチなために作成されなかった。代わりとしてライブ映像をアレンジしてPVを作成。周囲の心配を吹き飛ばすほどのヒットを記録したと同時にアドルト・コンテンポラリー・チャートでも1位を記録。幅広いファンを獲得し、その効果もあってデビュー・アルバムを1位の座に押し上げた。

## デビューの背景
そもそも彼女がこの世界に入るきっかけとなったのは14歳の時、テレビでティファニーの歌声を聞き音楽プロデューサージョージ・トービンが感銘を受け彼女をスカウトした。（en:George Tobin）
その頃彼女は数々のテレビに出演していた。中でもスターサーチで準優勝となったことで彼女の知名度は上昇。
スカウト後は放課後や休日を利用して1年がかりで録音した約40曲の中からベストの10曲を選んで完成させた。
録音は完了しジョージは各レコード会社にティファニーを売り込んだが当時のレコード会社は全て拒否。
彼女を誰も必要としていなかった。
ジョージはMCA側に対面オーディションを提案し売込み戦略を変更し成功。
重役達はティファニーの歌にノックアウト
その場で直ぐに契約を交わすことになる。
その後、ファーストシングルのダニーがビデオクリップなしでリリース。
その代わりにクラブでプロモーションを行うことを決定。
しかしティファニーの歌を年齢層が高いユーザー層にアピールすることは不可能と感じ
MCAシニアバイスプレジデントのラリー ソルターズがティファニーの年齢層に最もアピールできるショッピングモールツアーを提案。
同年代の学生たちは自由な時間のほとんどを
ショッピングモールで過ごしていたからだ。
夜のアピールから昼のアピールのプロモーションに戦略を変更。
クリーンなイメージのティファニーに合致する最高の企画だった。
この手法は今で言うところのInstagramやTikTokのバズり手法と同じで共感した同年代のユーザーが口コミで無料で宣伝してくれる効果を期待したもので、それは見事に成功となる。
プロモーションを思うように進められなく焦っていたティファニーもこの提案はうってつけだった。
最初のニュージャージーでのショーでは観客はわずか2、3人程度。
カントリー圏内のショッピングモールでティファニーの音楽がうるさく客が怯えて来なくなるとショップ達側から批判を受けた。
聴衆の大人は聞きなれない音楽と声を受け入れなかった。
非公式的な新しいプロモーションの戦略は苦戦したが根気よく続けていくうちに「i think we’re alon now」の曲が大衆から受けが良かった。そのうちにリクエストがラジオ局に集中しMCA側に問い合わせが殺到。
やがて全ラジオ曲でティファニーの曲がオンエアーをされることになる。
そしてショッピングモールに多くの観客が押し寄せ彼女に会うために訪れるようになる。
バズり効果の成功であった。
当時、singerとして歌える事を証明しなければならなかった彼女は「i think we’re alon now」の曲が好きではなかった。
60年代の古くさい曲をレコーディングした時にこんなはずじゃなかったと落ち込んで悲しんだと言う。
その日に友達にその事を話しデモテープを再生してみんながノリノリで踊り始めたとき、急いでスタジオに戻りわずか4テイクでその曲を完成させた。
その曲の方向性はティファニーの方向性を変えただけではなく思い描いたsingerの形ではなかったが皮肉な事に彼女の最大のヒット曲となった。
彼女の当時の理想のアルバムはシェリル・クロウのような曲にしたかったとのちに本人が語っている。

## ゴシップによる低迷
ティファニーの母親はデビュー前からアルコール依存性であり、後にティファニーのキャリアを台無しにする存在だと周りから忠告されていた。
アルコール依存のために妹二人が施設に保護されることもあった。
娘など生活を守る為に母親はお金が必要だった。
ティファニーは当時10代の為、契約にあらゆる決定権はなく親の承認なしの契約はありえないことであった。
ジョージはそのことを利用し、母親に沢山の都合のいい話を作り上げ不利な契約をさせた。
後にこの契約から様々な確執が産まれてくることになる。
彼女の成功によりプロデューサーのジョージに全面的なマネージメントを任せることになった彼女は、ジョージによる商業的な管理をされることになる。順調に2曲のナンバー1ヒットを出した後、2ndアルバムのレコーディングを始める。
その頃のティファニーは、完全なるジョージからの洗脳により彼女の両親の許可なく仕事を進めていたため、彼女と両親の関係が上手くいかなくなり彼女は家を出てしまう。心配した彼女の母親は警察に家出の捜索願いを出した。成功し始めた彼女は、母親が芸能活動の邪魔をしないよう裁判所に訴えた。一時的に彼女の1番の応援者であった祖母が彼女の保護者となることを裁判所が任命した。当時、飛ぶ鳥を落とす勢いのティファニーは、このスキャンダルでティーンアイドルに必要な清純なイメージを崩された。
彼女の4thシングルは期待されていたが、スキャンダルの効果で思ったほど成功はできなかった。彼女の資産管理を巡って父親と母親が訴訟を起こすと、彼女のマネジメントを巡りマネージャーと両親との法廷闘争となる。ティファニーはマネージャーのジョージ・トビンと契約を結び、完全なコントロールのもとで7枚のアルバムを作ることに同意させられていた。ティファニーの母親は未成年者のティファニーのために代わって契約に署名した。彼女は離婚する際の担当弁護士にそのことを相談したのだった。後に専門弁護士に相談しなかったことをとても後悔したと語っている。契約の条件は、異常なほどトビンに有利なものとなっていた。当時のトビンのパートナーはブラッド・シュミット（en:Brad Schmidt）で、この2人がティファニーの稼ぎの80%をピンハネしているような状況だった。彼女を取り巻く大人たちが、彼女の成功に対応できないだけではなく自分自身の利益に走るようになってしまい、彼女を取り巻く環境のイメージダウンをさらに加速させ、修復できないものにしていった。
5thシングルの売上はさらに下降。そんな中、当時かけだし中のニュー・キッズ・オン・ザ・ブロックを、周囲の反対を押し切り彼女のコンサートに前座として迎えることにした。しかし、これが彼らに人気を奪われる皮肉な結果にも繋がった。なんと彼女のツアー中、人気絶頂を迎えたニュー・キッズ・オン・ザ・ブロックにコンサートのメインを奪われることになってしまう。ティファニーは前座へと交代。ニュー・キッズ・オン・ザ・ブロックにファンを丸ごとうけわたす事態となる。彼らのグループの一員のジョナサン・ナイトと交際したことが相乗効果となって、さらに人気は下降。彼女の保護者やプロデューサーの誤解により、熱狂的なファンの1人を彼女の意志とは関係なくストーカーとして告訴するということもあった。
2枚目のアルバム『フレンズ』を約1年後にリリース。スキャンダルのために短い期間で制作され、完成度の低いアルバムと各紙が評価した。商業的には成功と言えるが人気の下降は止められなかった。
「オール・ディス・タイム」6位、「ラジオ・ロマンス」35位、「フレンズ 」ACチャート37位、「It's the Lover (Not the Love)」ランク外。「Oh,ジャッキー」は日本のみで発売。
1990年クリスマスに公開予定だった人気アニメ『スペースファミリー/ジェットソンズ』で、彼女がサウンドトラックの3曲を担当。彼女のマネージャーがその中のメインキャラクターであるジュディ・ジェットソンの声優をさせることをゴリ押し。ジュディ・ジェットソン役の声優であるジャネット・ウォルドの録音部分をすべてティファニーの声で再録音することを発表し、多くのアニメファンから非難の声が殺到した。映画は半年後まで公開を先延ばしされることになり、結果、散々な酷評を受け興行的に失敗で終わった。
ティファニーの低迷はクリーン(清純と言う意味ではなく良くも悪くもイメージが固定してないという意味)なイメージはそこまで関係なく80年代後半に音楽業界が目まぐるしく急激に変化したことによるものが大きい。
ここに記入したスキャンダルはその時代背景に＋αされたティファニーにとってのマイナスの事項である。
ダンスミュージックの飛躍、R&B、ニュージャックスイング、ヒップホップの人気が急激に変化したことでティファニーに関わらず今まで活躍していた全てのアーティストやバンドはリスナーには古臭くこの時代にブレイクすることはかなり難しい。
多くのアーティストは90年代初期には全く目立たなくなるという背景を覚えておいて欲しい。
ティファニーはジョージ・トビンのマネージメントと決別。ニュー・キッズ・オン・ザ・ブロックを管理していた、ニューヨークを拠点とするエンターテイメント・マネージャーのディック・スコット（en:Dick Scott）と契約する。その後、MCAはトビンに対して契約違反訴訟を提起する事態になる。トビンが未発表のティファニーの曲を別のレコード会社に売却しようとしていた。 ティファニーはMCAとトビンの訴訟に巻き込まれてしまった。その後、ティファニーにその権利を獲得し訴訟に勝利している。
その後、マネージメント会社の交代により「ティファニー・ファン・クラブ」はサービスを終了。彼女の悪循環は終わりなく、そのスキャンダルは当時止まることはなかった。
3枚目のアルバム『ニュー・インサイド』をリリース。この頃から音楽性や容姿を変更。新しいティファニーとして、外見だけではなく歌い方も当時のR&B調に変更した。しかし、カントリー・フレーバーを漂わせることで、彼女の個性は消えていった。彼女は精力的に多くのトークショーに参加してプローモーションに励んだが、セールスに繋がらず商業的には失敗で終わった。しかしながらこれは大衆紙の評価である。
一方のティファニー本人はニューヨークで今までのしがらみを取り払い、ひとりで何もかも決定し判断してアルバムを作成しやりたいことが出来たおかげで自分自身は納得して楽しんでいたようだ。
アルバムの成功よりも自由で充実した出来事が彼女には大事だったようだ。
このアルバムが成功しなかった理由のひとつは
ディック・スコットの身体的な都合による。
深刻な状態であった為に上手くプロモーションは出来なかった。
1991年4月、その為にディック・スコットとの契約を終結。
その後、ティファニーをプロデュースする陣営を探すのにしばし時間を要さなければならなかった。その間に将来の夫に出会い、安定した家庭生活を始める。そして妊娠も経験。しかしレコード会社側のバックアップを誰からも得られず、次のアルバム・リリースの予定は一向に立たなかった。その後、トービンからのオファーの電話を唯一受けることになる。
1993年、ティファニーはジョージ・トビンと和解し、アルバム『ドリームス・ネヴァー・ダイ』を日本先行発売。アジア中心にツアーを始める。1994年に新たな曲を加えたバージョンを本国で発売そしてツアーを計画。
何かしらの爪痕を残したいティファニーは過去の経験を活かしトービン側と有利な契約を結ぶ。
ティファニーの子供とツアーをできることを喜んでいた。
しかし1994年、アルバムのためにジョージ・トビンが用意した曲の大部分が盗作と判明。ティファニーはジョージ・トビンと決別。その後のアメリカでのニュー・アルバムのリリースやツアーの計画をキャンセルした。2000年8月のインタビューによると、曲は実際には新しい曲ではなく、PC Questというバンドが既に録音して売り出されていたという。何一つ知らずにインタビューの質問でその事を聞かれたティファニーはかなりのショックを受けることになる。
1995年、シンガポールにてベスト・アルバム『オール・ザ・ベスト』をMCAよりリリース。トミー・ペイジ（en:Tommy Page）とのデュエット「Close Our Eyes」、ティファニーが作曲に携わった「Winding Road」という2曲の新曲が収録されている。
この頃、ティファニーはナッシュビルへ移住。カントリー・ミュージックへの転身のために新しいマネージャーのパム・ルイスを起用した。彼は以前、ガース・ブルックスやトリーシャ・イヤウッドのマネージメントをしていた。
何曲かのレコーディングをしたがレーベルからの契約が得られず上手く話は進まなかった。2年ほどでロサンゼルスへ戻ることになった。1998年にポップス界に戻りレコーディングを始めると共にパム・ルイスとの契約を終了。1999年 昔のマネージャーであるブラッド・シュミットと契約し、本格的な復帰を目指す。

## イメージの苦悩
彼女は、過去のブランクをうめるために沢山のメディア出演やゲスト・ボーカルでのレコーディング参加を精力的に行っていった。1980年代に人気を博した彼女のティーンポップ・パフォーマンスからはかけ離れたイメージ・チェンジのため、当時30歳で母親でもあったティファニーが、『PLAYBOY』誌の2002年4月号の表紙をヌードで飾った。1987年に行なわれたティファニーのティーン時代のショッピングモール・ツアーが、その当時のファンの思い出にしっかりと刻み込まれているため、15年経った今でもティファニーにとって“モールの女王”というイメージを振り払うことは難しかったための対策だった。「もし今回のことでイメージを壊すことができなかったら、何をやっても無理だと思う」と彼女はインターネットの掲示板で述べる。
アルバム『カラー・オブ・サイレンス』を、2000年11月21日にリリース。ファースト・シングルの「I'm Not Sleeping」もビルボードお墨付きをゲット。アルバムのビルボードの評価もとても良かった。
「多分このアルバムが、最低でも1度はほとんどのレーベルのデスクに渡ってると思うんだけど」。
「結局、資料の上では良く見えるんだけど、悲しいことに私が歌っていることが単純に“クール”ではないっていう現実があるの。私は“クール”ではないから、イメージがブレイクしづらい、って言われたわ」。
「今回の写真を誇りに思っているし、出来栄えもとっても気に入ってる。みんなも、私と同様に気に入ってもらえるといいな｣。
好調なカムバックを果たすがセールスには繋がらなかった。ラジオのエアプレイに苦戦を強いられる。しかしながらメディアの注目は集まり、精力的な活動のおかげでメディアでの露出は多くなり始めた。中でも『That '80s Show』への出演は好評。残念ながら、彼女が歌手であるための活動やアルバムの宣伝のために動いていたことが『PLAYBOY』でのヌードにより、色物のメディア露出しかオファーがないことにうんざりして仕事をキャンセルすることもあった。彼女の思惑とは違うメディアからの注目は彼女に失望を与えた。 

## その後
離婚と再婚をした2004年に、マネージメントを破棄。この失敗後から体重の増加がみられ、現在に至っても以前の様なスレンダーな身体にはなっていない。
2005年にイギリスの1980年代の歌手が復活する番組『Hit Me Baby 1 More Time』で見事、予選第1パートを優勝したが決勝では敗れることになる。しかし話題に上がったことで、大いにメディアに取り上げられた。このことにGirls Aloudが感化され「I Think We're Alone Now」をカバーし、イギリスでヒットを記録した。
主にクラブなどのライブに力をいれており、その効果もあり「Higher」「Just Another Day」「Dust Off And Dance (Feat. Hydra Productions)」はビルボード・ダンス・チャートでチャートに返り咲いている。
2011年　デビー・ギブソンと共に「Syfy movies」にて『メガ・パイソンVSギガント・ゲイター（原題：Mega Python VS. Gatoroid）』に主演。昔のデビーとのライバル関係を皮肉ったコメディに仕上がっている。この映画だが、ティファニーは『メガ・ピラニア（原題：Mega Piranha）』にヒロインで出演し、一方でデビーは『メガ・シャークVSジャイアント・オクトパス（原題：Mega Shark vs Giant Octopus）』に主演しており、それが話題となって『メガ・パイソンVSギガント・ゲイター』の制作に繋がった。近年は女優としても活躍中。
2012年、「ふたりの世界（I Think We're Alone Now）」が、セス・マクファーレン監督のコメディ映画『テッド』と2015年公開の続編『テッド2』の挿入歌として採用された。

## ディスコグラフィ

### スタジオ・アルバム
| タイトル                                      | リリース情報                                                          | 最高位 | 最高位 | 最高位 | 最高位 | セールス枚数       |
| タイトル                                      | リリース情報                                                          | 米     | 英     | カナダ | 日     | セールス枚数       |
| --------------------------------------------- | --------------------------------------------------------------------- | ------ | ------ | ------ | ------ | ------------------ |
| TIFFANY Tiffany                               | - リリース日: 1987年9月15日 - レーベル: MCA                           | 1      | 2      | 7      | 5      | * RIAA認可 400万枚 |
| フレンズ Hold an Old Friend's Hand            | * リリース日: 1988年10月21日 * レーベル: MCA                          | 17     | 56     | 13     | 18     | * RIAA認可 200万枚 |
| ニュー・インサイド New Inside                 | * リリース日: 1990年10月2日 * レーベル: MCA                           | -      | -      | -      | 17     |                    |
| ドリームス・ネヴァー・ダイ Dreams Never Die   | * リリース日: 1993年11月21日 * レーベル: MCA                          | -      | -      | -      | -      |                    |
| カラー・オブ・サイレンス The Color of Silence | * リリース日: 2000年11月7日 * レーベル: Azil / Eureka                 | -      | -      | -      | -      |                    |
| Dust Off and Dance                            | * リリース日: 2005年3月31日 * レーベル: Backroom                      | -      | -      | -      | -      |                    |
| Just Me                                       | * リリース日: 2007年6月5日 * レーベル: 10 Spot / Water Music          | -      | -      | -      | -      |                    |
| Rose Tattoo                                   | * リリース日: 2011年3月1日 * レーベル: Only The Girl Inc. Productions | -      | -      | -      | -      |                    |
| A Million Miles                               | * リリース日: 2016年3月31日 * レーベル:                               | -      | -      | -      | -      |                    |
| Pieces of Me                                  | * リリース日: 2018年9月21日 * レーベル: Go On Then                    | -      | -      | -      | -      |                    |

### コンピレーション・アルバム
| タイトル                                    | リリース情報                                                                              | 最高位 | 最高位 | 最高位 | 最高位 |
| タイトル                                    | リリース情報                                                                              | 米     | 英     | カナダ | 日     |
| ------------------------------------------- | ----------------------------------------------------------------------------------------- | ------ | ------ | ------ | ------ |
| ときめきハート I Saw Him Standing There EP  | * Remix EP（日本のみ） * リリース日: 1988年5月11日 * レーベル: MCA / Warner Music Japan   | -      | -      | -      | 15     |
| ベスト16 BEST 16                            | * Hits compilation（日本のみ） * リリース日: 1992年11月26日 * レーベル: MCA Victor        | -      | -      | -      | -      |
| BEST OF BEST Best of Best                   | *Hits compilation（日本のみ） *リリース日: 1994年10月26日 *レーベル: MCA Victor           | -      | -      | -      | -      |
| ティファニー Best One                       | * Hits compilation（日本のみ） * リリース日: 1995年10月27日 * レーベル: MCA Victor        | -      | -      | -      | -      |
| オール・ザ・ベスト All the Best             | * Hits compilation w/ 新曲 2曲 （アジアのみ） * リリース日: 1996年2月21日 * レーベル: MCA | -      | -      | -      | -      |
| Greatest Hits                               | * Hits compilation * リリース日: 1996年10月22日 * レーベル: Hip-O                         | -      | -      | -      | -      |
| I Think We're Alone Now: '80s Hits and More | * Re-recordings of hits of the 1980s * リリース日: 2007年3月3日 * レーベル: Cleopatra     | -      | -      | -      | -      |

### シングル
| 年   | タイトル                                                            | 収録アルバム                  | U.S. | U.S. AC | UK | Dance |
| ---- | ------------------------------------------------------------------- | ----------------------------- | ---- | ------- | -- | ----- |
| 1987 | "Danny"                                                             | Tiffany                       | -    | -       | -  | -     |
| 1987 | ふたりの世界 - "I Think We're Alone Now"                            | Tiffany                       | 1    | 38      | 1  | 23    |
| 1988 | 思い出に抱かれて - "Could've Been"                                  | Tiffany                       | 1    | 1       | 4  | -     |
| 1988 | アイ・ソー・ヒム・スタンディング・ゼア - "I Saw Him Standing There" | Tiffany                       | 7    | -       | 8  | -     |
| 1988 | フィーリングス・オブ・フォーエヴァー - "Feelings of Forever"        | Tiffany                       | 50   | 43      | 52 | -     |
| 1988 | オール・ディス・タイム - "All This Time"                            | Hold An Old Friend's Hand     | 6    | 10      | 47 | -     |
| 1989 | ラジオ・ロマンス - "Radio Romance"                                  | Hold An Old Friend's Hand     | 35   | -       | 13 | -     |
| 1989 | フレンズ - "Hold an Old Friend's Hand"                              | Hold An Old Friend's Hand     | -    | 37      | -  | -     |
| 1989 | "It's the Lover (Not the Love)"                                     | Hold An Old Friend's Hand     | -    | -       | -  | -     |
| 1989 | Oh,ジャッキー - "Oh Jackie"                                         | Hold An Old Friend's Hand     | -    | -       | -  | -     |
| 1990 | "I Always Thought I'd See You Again"                                | Jetsons: The Movie Soundtrack | -    | -       | -  | -     |
| 1990 | ニュー・インサイド - "New Inside"                                   | New Inside                    | -    | -       | -  | -     |
| 1990 | ヒア・イン・マイ・ハート - "Here in My Heart"                       | New Inside                    | -    | -       | -  | -     |
| 1991 | "Back in the Groove"                                                | New Inside                    | -    | -       | -  | -     |
| 1993 | イフ・ラヴ・イズ・ブラインド - "If Love Is Blind"                   | Dreams Never Die              | -    | -       | -  | -     |
| 1994 | "Can't You See"                                                     | Dreams Never Die              | -    | -       | -  | -     |
| 2000 | "I'm Not Sleeping"                                                  | The Color of Silence          | -    | -       | -  | -     |
| 2000 | "Open My Eyes"                                                      | The Color of Silence          | -    | -       | -  | -     |
| 2005 | "Be with U Tonite"                                                  | Dust Off and Dance            | -    | -       | -  | -     |
| 2006 | "Na Na Na"                                                          | Dust Off and Dance            | -    | -       | -  | -     |
| 2007 | "Feels Like Love"                                                   | Just Me                       | -    | -       | -  | -     |
| 2007 | "Higher"                                                            | Single Only                   | -    | -       | -  | 19    |
| 2008 | "Just Another Day"                                                  | Single Only                   | -    | -       | -  | 28    |
| 2009 | "Dust Off And Dance (Feat. Hydra Productions)"                      | Hydra Productions: Liquid     | -    | -       | -  | 19    |

## フィルモグラフィ
| 公開年 | タイトル                                                    | 役名           | 備考                 |
| ------ | ----------------------------------------------------------- | -------------- | -------------------- |
| 2010   | メガ・ピラニア Mega Piranha                                 | サラ・モンロー |                      |
| 2011   | メガ・パイソンVSギガント・ゲイター Mega Python VS. Gatoroid | テリー・オハラ | デビー・ギブソン共演 |